# Carpométacarpe

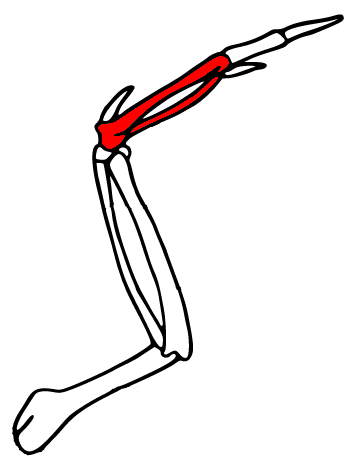
Le carpométacarpe

Le carpométacarpe  est constitué par la fusion de l'os du carpe et du métacarpe, donnant le plus souvent un os unique entre le poignet et les articulations des doigts. C'est un os assez petit chez la plupart des oiseaux, généralement aplati et avec un grand trou au milieu. Chez les oiseaux non volants cependant, sa forme peut être légèrement différente, ou il peut être complètement absent.
Il forme la pointe du squelette de l'aile chez les oiseaux. La plupart des rémiges primaires sont attachées à lui. L'alula, en revanche, est formée par le pouce, qui ne fusionne pas avec les autres os de la main. De même, les primaires les plus terminales s'attachent aux os des phalanges.
Les carpométacarpes sont parfois mieux connus par les «buffalo wings ». Les «buffalo wings » sont constitués d'un grand morceau contenant trois grands os et d'un plus petit, plat, n'en contenant que deux. L'os manquant dans ce dernier morceau est le carpométacarpe.